# لوكاس كيليان
لوكاس كيليان (بالألمانية: Lukas Kilian)‏ هو نقاش ورسام ألماني، ولد في 1579 في آوغسبورغ في ألمانيا، وتوفي بنفس المكان في 27 مارس 1637.